# DWK D100
Die DWK D100 ist eine zweiachsige Diesellokomotive mit Kettenantrieb, die von den Deutschen Werken (DWK) in Kiel für den Einsatz in privaten Betrieben entwickelt und in sieben Exemplaren für Normalspur gebaut wurde. Eine Lokomotive steht nicht betriebsfähig im Eisenbahnmuseum Bahnhof Kleinkummerfeld.

## Entwicklung
Auf der Grundlage eines Großauftrages für die damalige Sowjetunion stellten die Deutschen Werke 1932 ein Typenprogramm auf, in dem sechs Typenreihen mit unterschiedlicher Größe, Motorisierung und Kraftübertragung enthalten waren. Die Kraftübertragung wurde mit Kettenantrieb oder mit Stangenantrieb gelöst. Die Bezeichnung der Lok leitete sich aus dem D für Dieselmotor und der ungefähren Leistung in PS ab.
Von den Lokomotiven mit Kettenantrieb war die DWK D100 die größte Ausführung, von ihr wurden sieben Exemplare gebaut.
Drei Lokomotiven wurden an die BRABAG geliefert, außerdem erhielten die Ilseder Hütte und das Reichsluftfahrtministerium je eine Maschine. Dazu wurden je eine Lokomotive nach Schweden und Frankreich verkauft.
Es gab ferner je eine Lokomotive mit der abweichenden Spurweite 1676 mm und in Meterspur mit abweichendem Äußeren.

## Technik
Die Lokomotiven besitzen einen Tritt für den Rangierer in Höhe der vorderen Achse sowie kleine Lampen.
Die Maschinenanlage bestand aus einem Sechszylinder-Viertakt-Dieselmotor von DWK, der ursprünglich mit Druckluft angelassen wurde. Der Motor gab seine Kraft über eine Lamellenkupplung an ein mechanisches Viergang-Getriebe ab, das ebenfalls mit Druckluft gesteuert wurde. Über einen Kettenantrieb wurden beide Achsen angetrieben.

## Einsatz
Die im Eisenbahnmuseum Bahnhof Kleinkummerfeld erhaltene Lokomotive wurde an das Reichsluftfahrtministerium geliefert. Sie stand nach dem Zweiten Weltkrieg im Herstellerwerk und wurde 1947 an die Stadtwerke Neumünster verkauft, wo sie 40 Jahre lang Kohlezüge im Kraftwerksanschlussgleis rangierte. 1988 wurde sie nach Kleinkummerfeld abgegeben.